# Myzomela melanocephala
Papa-mel-das-salomão ou suga-mel-de-cabeça-preta (Myzomela melanocephala) é uma espécie de ave da família Meliphagidae.
É endémica de Ilhas Salomão.